# Xerallo
Xerallo és un poble del municipi de Sarroca de Bellera, a la comarca del Pallars Jussà. Formava part del terme primitiu de Sarroca de Bellera.

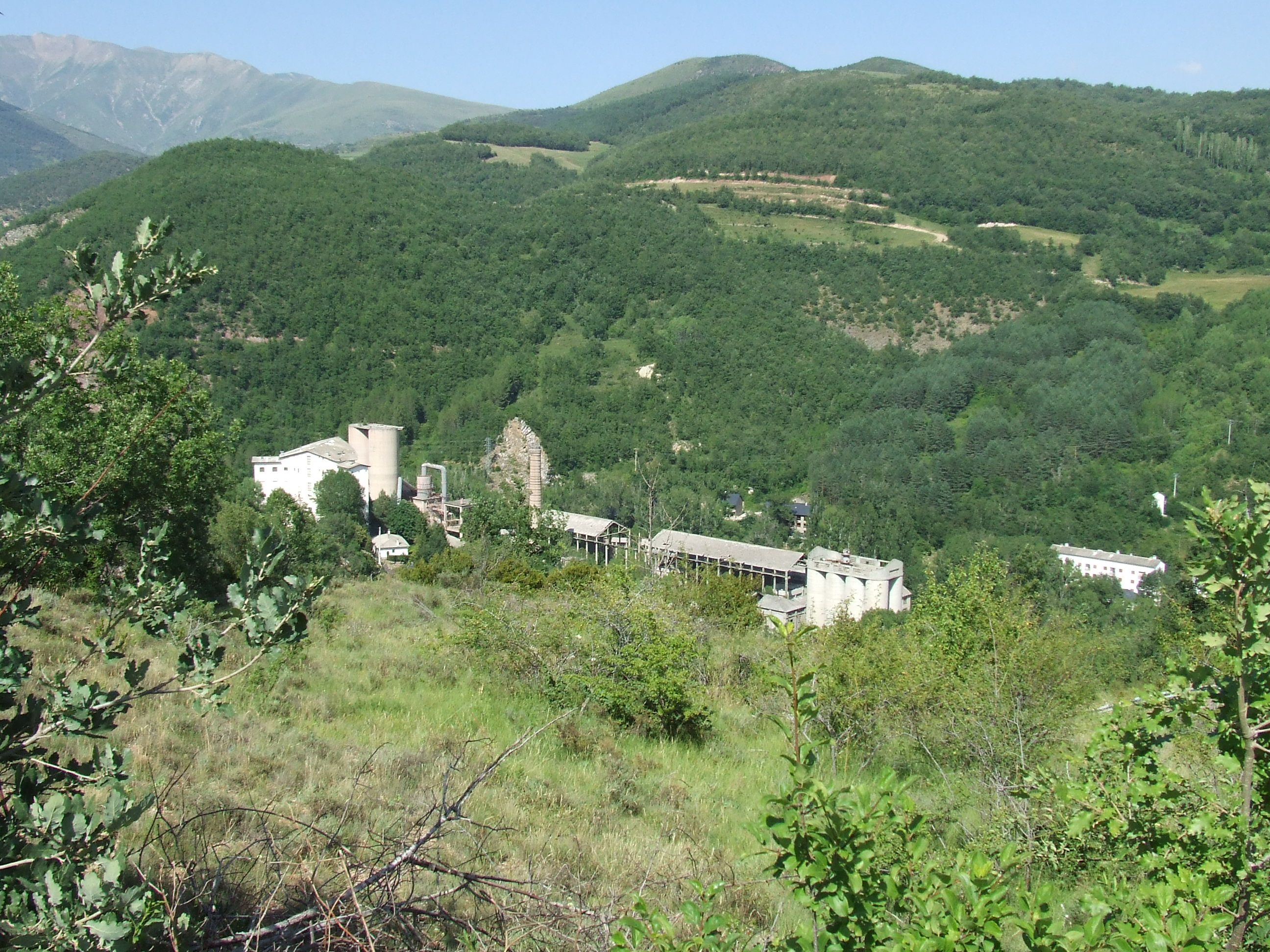
El fantasma del Pirineu

Està situat a 1,4 km en línia recta al nord-oest del seu cap de municipi. Per poder-hi accedir, des de Sarroca de Bellera cal seguir cap al nord-oest la carretera L-521, i, al cap d'un quilòmetre, quan està a punt d'entroncar amb la N-260, surt cap al nord una pista rural asfaltada que mena a Xerallo en uns 600 metres. Aquesta pista rural és la que mena a les Esglésies i a l'antic terme de Benés.
Hom anomena Xerallo el fantasma del Pirineu, per la gran fàbrica de ciment del lloc, que fa anys roman del tot abandonada.
Xerallo té una moderna església dedicada a la Mare de Déu del Carme, i una ermita, també moderna, dedicada a l'Ascensió. La primera fou edificada en el lloc on hi havia l'antiga església de Sant Joan.

## Història
La història del poble va molt lligada a la de la seva fàbrica de ciment, que motivà la creació i desenvolupament del poble, i després el seu despoblament i abandonament. Efectivament, el 1950 s'obria, al costat de l'antic hostal de camí de Xerallo, una fàbrica de ciment, que havia d'abastir d'aquell material constructiu totes les obres hidràuliques de la Ribagorça. Acabà tancant, però, per manca de rendiment econòmic.

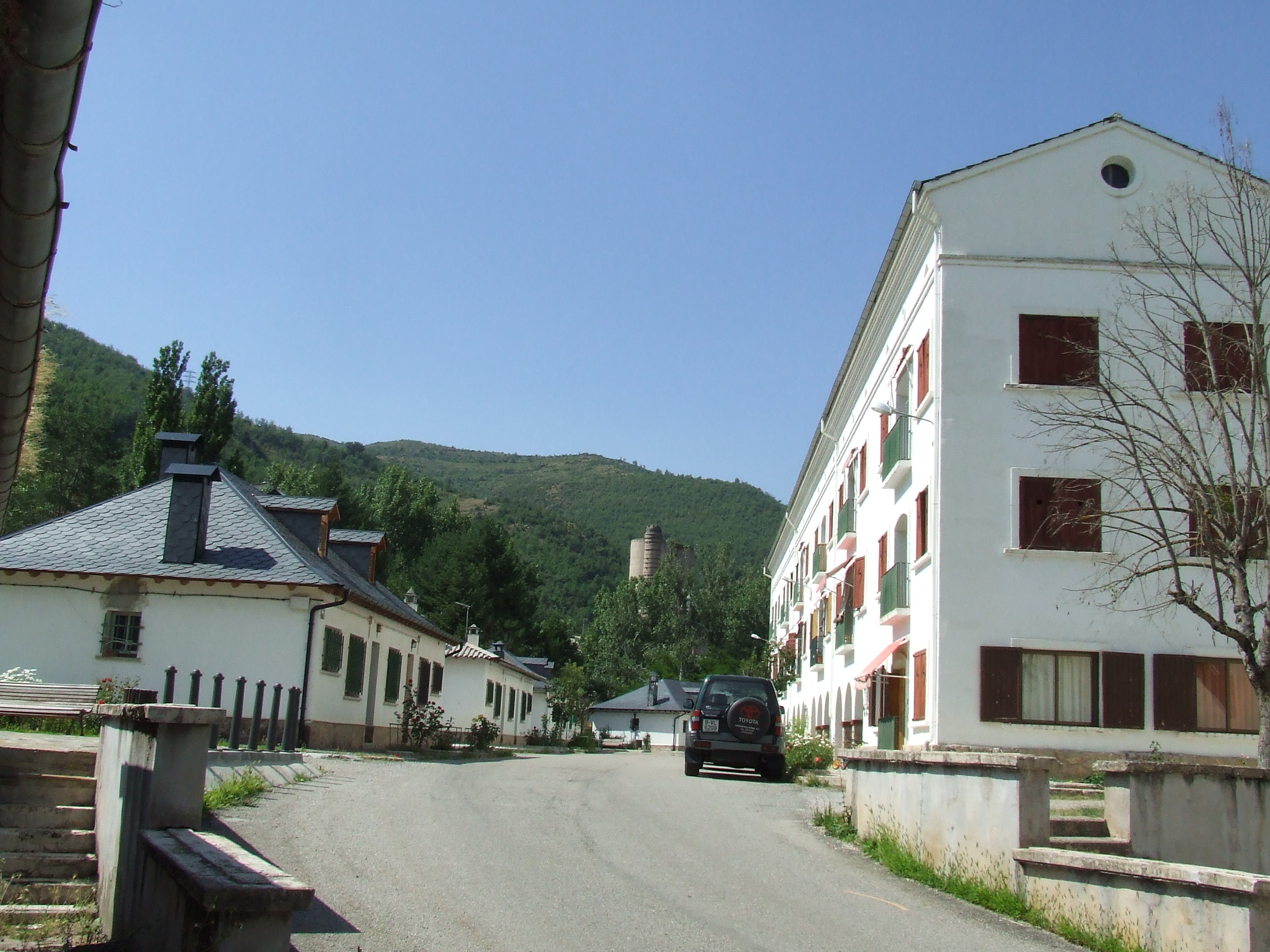
L'antic poblat de Xerallo, ara mig buit

El 1970 el cens atribuïa a Xerallo encara 388 persones. Després del tancament de la fàbrica de ciment, el 1973, el poblat s'anà buidant, i els seus habitants han quedat reduïts a 13 el 2005. El poblat, tot i que buit, ha quedat dempreus i en aparent bon estat, ja que les cases han estat reaprofitades com a habitatges de segona residència.
La colònia de Xerallo formava dos nuclis principals: un a la dreta del riu de les Esglésies, al costat de ponent de la fàbrica, enlairat damunt de fàbrica i riu, i un altre a l'esquerra, al llarg de la carretera que mena a les Esglésies i Benés.

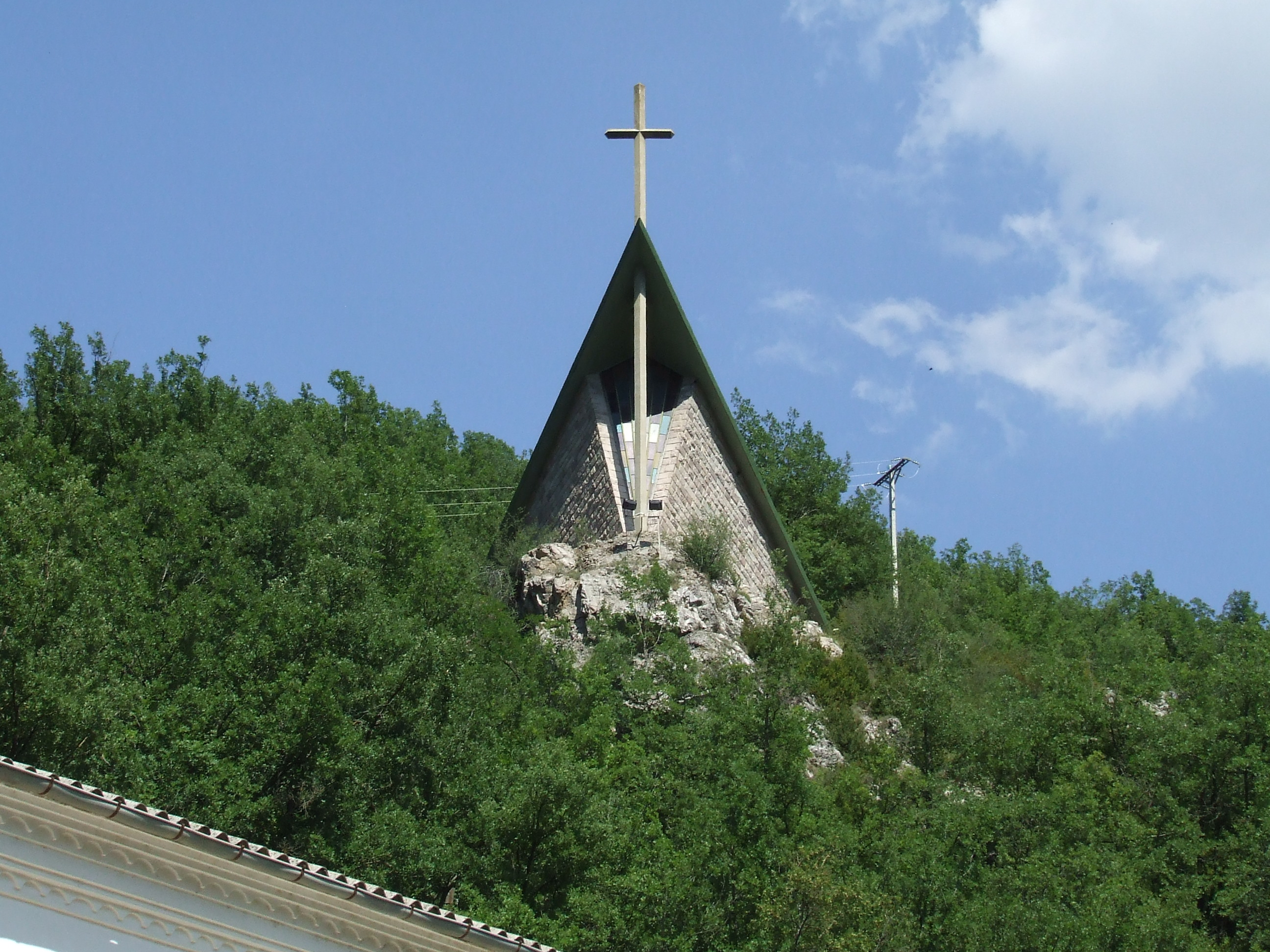
L'ermita de l'Ascensió de Xerallo

Tot plegat era una alternança de cases unifamiliars, d'una sola planta, i blocs d'habitatges, i en el moment de màxima vitalitat, tenia tots els serveis d'un poble gran, amb casino i tot. Dues esglésies estaven al servei del poble, una de més gran, dedicada a la Mare de Déu del Carme, que feia funció d'església parroquial, en un lloc accessible per a tothom, i una en forma d'ermita, dedicada a l'Ascensió, d'arquitectura molt moderna, enlairada damunt del poble.

## Festes i tradicions
Xerallo és dels pobles que surten esmentats a les conegudes cobles d'en Payrot, fetes per un captaire fill de la Rua a mitjan segle XIX. Deia, en el tros dedicat a Xerallo:
| «                | Lo poblet de Xerallo és un poble molt petit, s'han posat a fer l'església i tothom se n'ha desdit. De missa, mai no n'hi haurà la digo, digo, digo, de missa, mai no n'hi haurà per falta de capellà. | » |
| — Payrot, Cobles | |   |